# ポンマンの聖母
ポンマンの聖母(フランス語:Notre-Dame de Pontmain)は、普仏戦争中の1871年1月17日、フランスのポンマンの上空で起こった出来事で、夕刻に、数人の子供たちの上空に「蒼い服の女性」が出現、子供たちのみが目撃した。当初はほほ笑むだけであったが、無言のまま文字によるメッセージを伝えたとされるものである。
その後奇蹟的にプロイセン軍が撤退し、文字によるメッセージは、聖母マリアの御加護と予言がなされたものと考えられている。

## 御出現

### 初期
ポンマンはフランス北西部のペイ・ド・ラ・ロワール地域圏マイエンヌ県にあるコミューンで、当時は15軒ほどの民家と80名の住民からなる小集落であったが、最初に異変に気付いたのは当時12歳のウジェーヌ・バルブデット（Eugène Barbedette）であった。ウジェーヌは道路を挟んで納屋の向かいにある民家の上方約6メートルのところに金の星をちりばめた蒼色の服の美しい婦人が両手を下げ加減に広げ、迎えるしぐさでほほ笑んでいるのを目撃した。月は出ていないが星は出ている4半時も立ったころ、納屋から父親と弟のジョゼフ（Joseph 当時10歳）が出てきたが、父親にはその婦人は見えず、弟には見えるという。母屋から出てきた母親にもその婦人は見えなかった。納屋の仕事を片付けて母屋で夕食を済ませて再び納屋に戻ると子供たち2人はそのままであるという。父親は、お前たちに見えるなら修道女にも見えるだろうと、修道女のスール・ヴィタリヌ（Sr.Vitaline）に声をかけ、彼女は寄宿舎から子供たちを呼び出した。すると当時10歳と9歳であった2人の少女たちがやはり何か見えると主張した。この後、別の修道女スール・マリー＝エドゥアール（Sr.Marie-Edouard）が駆け付けたが、彼女はいち早く聖母と認識した。他の子供たちにも声をかけ、そしてカトリック教会の司祭であるゲラン神父（Fr.Guerin）にも「聖母が出現した」と報告し、連れてきた。
この騒ぎを聞きつけ、約50名の人々が駆け付けたことになるが、ここまでの段階では「蒼い服の女性」は子供たちに微笑みかけるばかりで何のメッセージも身元も伝えていなかった。子供たちの説明では、靴まで垂れ下がる星印の青いチュニック、金のリボンの蒼い靴、髪を覆う黒の長いヴェール、末広がりの円筒形の帽子と言った衣装の様子が人々に知らされているだけである。

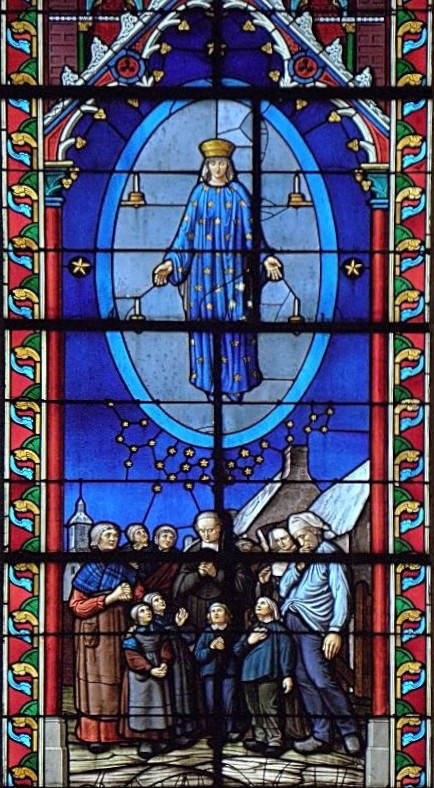
Norte-Dame d'Esperance de Pontmain

### 形象文字の出現
群がる人々の前で、「女性」まわりに蒼い楕円が後光のように包囲し、中に4本のロウソクが、肩と膝の高さに2本ずつ現れ、続いて「女性」の胸に小さな赤い十字架が生じ、その後悲しい表情を浮かべた。
司祭の「祈ろう」との一言で人々が跪くと、祈りと共に形状全体が伸びて拡大を始め、1.5倍の大きさになった。その後、「女性」の足元に白い長さ10 - 12メートルの幕が現れ、そこに左端から金色の大文字のアルファベットの活字体が一つずつ現れて2行の文章を作って行った。それは次のような文字列である。
MAIS PRIEZ MES ENFANTS DIEU VOUS EXAUCERA EN PEU DE TEMPS （さあ祈りなさい 子供たち 神はまもなくあなた方の願いを叶えるでしょう）
MON FILS SE LASSE TOUCHER （我が子は心を動かされます。）
この文字の出現方法は遅々としたもので、冒頭のMAISのみでも10分はかかった。1文字化完成される過程で4人の子供たちが競うように綴りを読みあげて、他の人々がそこにメッセージを読みとる形がとられた。
なお、この「我が子」のくだりで、人々から「やはり聖母だ」という声が上がった。

### 御出現の終息
出現中、人々の聖歌に合わせて頬笑みながら指を動かしていたその表情が悲しげに変わり、赤い磔刑のキリスト像がついている大きな十字架がその手に現れ、星が移動し、4本のロウソクが点火して灯りをともした。その後、赤い十字架が消え元の姿勢に戻った。そして大きな白いベールが下の方から徐々に聖母を覆い始め、最後に残った被り物や星、ロウソク、青の楕円が同時に消失した。最終的には夜の9時に収束した。

### 願いの実現
普仏戦争中の1871年1月17日当時、ポンマンのすぐそばにはプロイセン軍がせまっていたが、聖母出現後の5日後には突如退却をしている。その後休戦協定が結ばれたが、このプロイセン軍の撤退はフランス軍を驚かせ、民衆レベルでは奇蹟として受け止められた。4月初旬にはポンマンの小教区から徴兵された兵士たちは無事帰還しこの年の6月17日には感謝のミサが開かれ、聖母を讃える碑が教会に兵士たちにより残された。
なお、聖母を見た少年の一人のジョセフはその後司祭となった。

## 聖母出現の認可
聖母を見た子供たちは教会当局によって徹底的な調べを受け、1872年2月2日に、ラヴァル司教ヴィカール師 (Msgr. Casimir-Alexis-Joseph Wicart）によってポンマンでの出来事が真正の聖母出現であると認められて、その崇敬が承認された。
ローマ教皇ピウス11世はポンマンの聖母に捧げるミサと聖務日課を制定した。1932年7月16日、パチェッリ枢機卿（のちにピウス12世となる）はポンマンの聖母の像が金の冠を戴冠すべきことを宣言した。戴冠式は 1934年7月24日、パリ大司教ヴェルディエ (Jean Verdier) により行われた。

## リンク
- Sanctuary of Pontmain | The Official Website